# Джинс Шамсуддин
Джинс Шамсудди́н (малайск. Jins Shamsuddin; псевдоним, наст. имя малайск. Mohamed Zain bin Shamsuddin; 5 ноября 1935 года, Тайпинг, Перак — 1 марта 2017 года, Куала-Лумпур) — малайзийский актёр и режиссёр. Национальный деятель искусств Малайзии (2009).

## Краткая биография
В 1956 году окончил среднюю школу короля Эдварда VII в Тайпинге, в 1972 году — Лондонскую киношколу. Дебют в кино состоялся в 1956 году («Божья справедливость»), но известность ему принесла главная роль в фильме П. Рамли «Панча Делима» (1957). Воплотил на экране образы волевых, целеустремленных людей: «Сержант Хассан» (1958), «Схватка» (1960), «Молодая кровь» (1963). Благодаря этим образам снискал имя малайзийского Джеймса Бонда.
В 1969 поставил первый фильм («Ничего нет плохого в том, что мать стала беременной»). Широкое признание как режиссер получил в конце 1970-х — начале 1980-х гг., когда создал ленты «В ожидании завтра» (1977) «Для тебя нет завтра» (1979), «Завтра настанет» (1979), «Гора Кепонг» (1981), «Завтра для кого?» (1982), в которых нашли отражение сложные вопросы межнациональных отношений, а также проблемы нравственного выбора человека в неординарных ситуациях. Всего снялся в 39 картинах и поставил 10. Его фильмы отмечены высшими призами национального (1980, 1982), стран АСЕАН (1978) и Азиатского фестивалей. В 2004—2011 гг. назначался сенатором.
С 2011 года страдал болезнью Альцгеймера.

## Награды
- «Серебряный журавль» Азиатско-тихоокеанского кинофестиваля (1987)
- Орден «Защитник короны Перака» (Datuk Paduka Mahkota Perak) и звание «Датук» от султана Перака (1990)
- Орден «Защитник королевства» (Kesatria Mangku Negara) (1999)
- Почётный магистр Университета наук Малайзии (1999)
- Награда «Артист-ветеран» (2004)
- Орден «Верный защитник короны» (Panglima Setia Mahkota) и звание «Тан Шри» (2007)
- Звание «Национальный деятель искусств» (2009)[5]

## Семья
- Был женат дважды. Первая жена Рахма Рахмат (1961—1963), вторая Халиджа Абдулла (с 1973). Сын от первого брака Джефри Джинс и два сына от второго брака Ханг Джебат и Ханг Надим.